# サミュエル・B・ロバーツ (フリゲート)
サミュエル・B・ロバーツ（英語: USS Samuel B. Roberts, FFG-58）は、アメリカ海軍のミサイルフリゲート。オリバー・ハザード・ペリー級ミサイルフリゲートの48番艦。艦名はガダルカナル島の戦いで戦死したサミュエル・B・ロバーツ艇長に因む。その名を持つ艦としては3隻目。「サミー・B Sammy B」の愛称で呼ばれる。

## 艦歴
サミュエル・B・ロバーツは1984年5月21日にメイン州のバス鉄工所で起工する。1984年12月8日に進水し、1986年4月12日にポール・X・リン艦長の指揮下就役した。

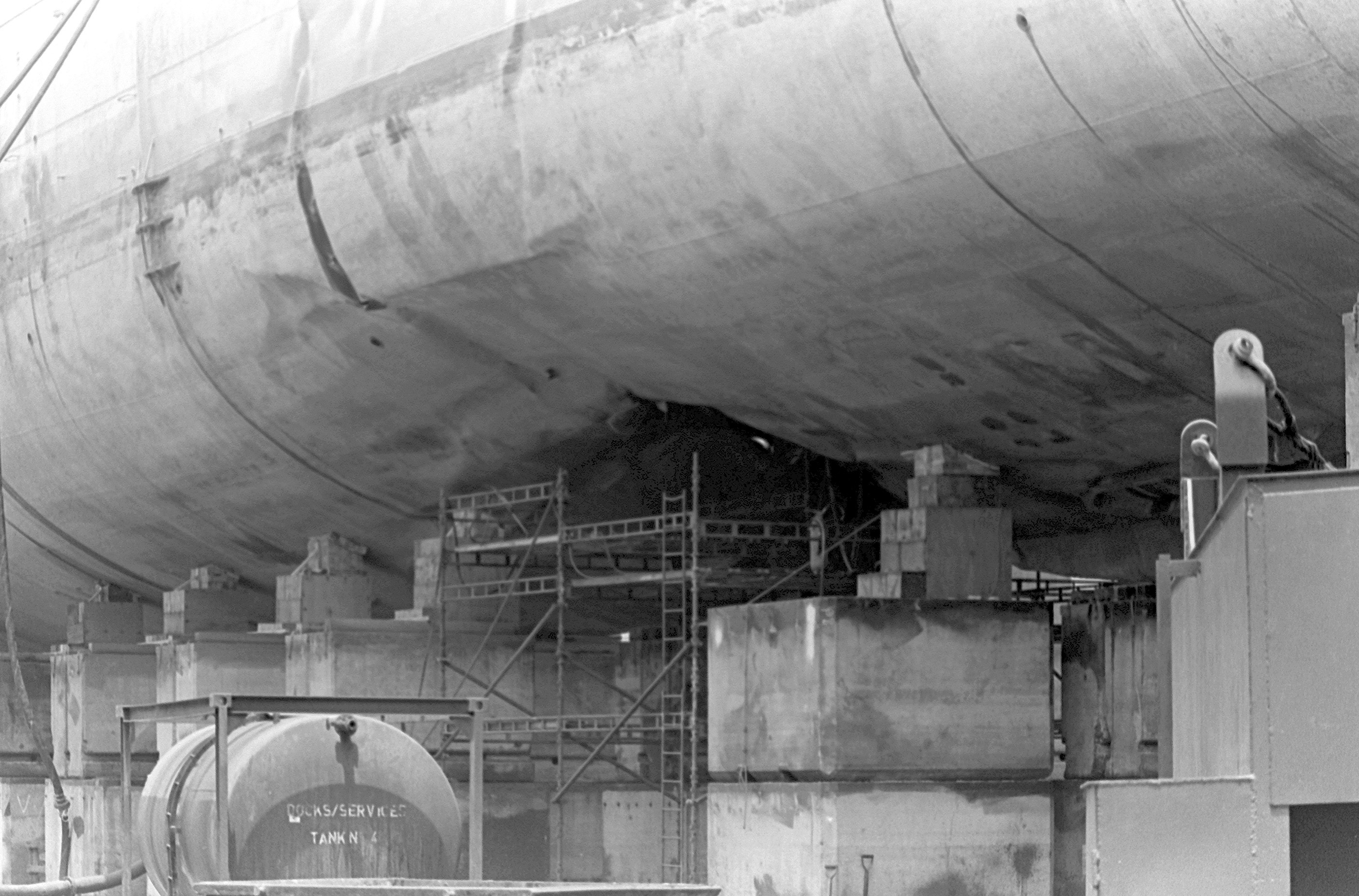
損傷を受けた船底

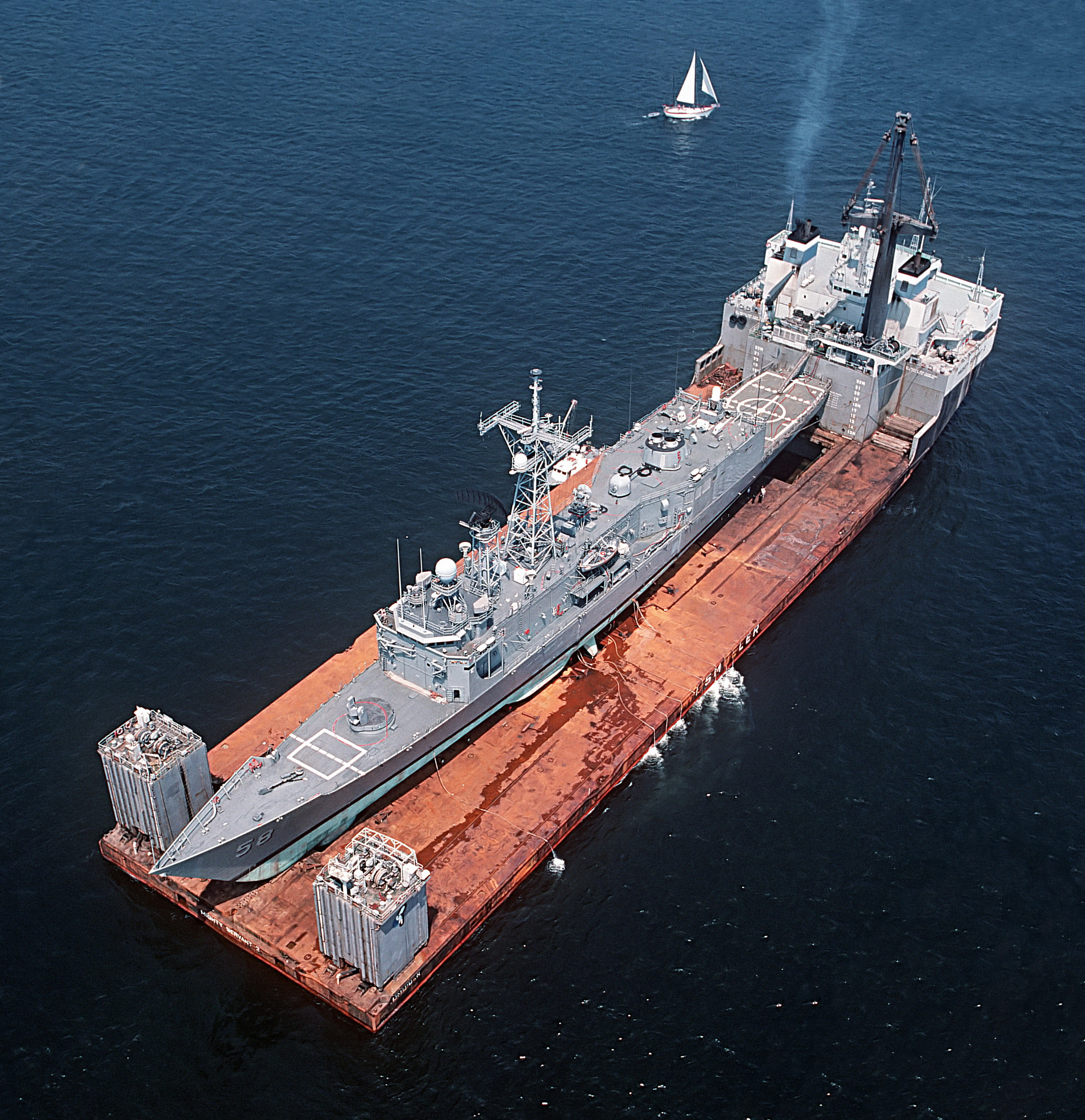
マィティ・サーヴァント 2 により運搬されるサミュエル・B・ロバーツ

1988年1月に母港のロードアイランド州ニューポートから出航したサミュエル・B・ロバーツはペルシャ湾に向かい、イラン・イラク戦争においてアーネスト・ウィル作戦（クウェートのタンカー護衛任務）に参加する。任務継続中の4月14日、ペルシャ湾の中央部でサミュエル・B・ロバーツは M-08 機雷に接触、損傷する。この海域を数日前航行したとき、機雷は見あたらなかった。機雷の爆発で船底部に直径およそ5mの穴が開き、機関室へ浸水し二機のガスタービンエンジンがマウントから外れた。乗員達は5時間にも及ぶ消火及び排水作業を懸命に行い、艦を維持した。10名の水兵が爆風で負傷し、6名が一日休養後に復帰、4名はドイツのアメリカ陸軍病院に送られ、最終的にはアメリカの医療施設に送られた。
アメリカ軍の潜水夫は直ちに付近の機雷を除去し、それらの通し番号が、前年の9月にイラン海軍の機雷敷設艦アジャールによって敷設された物と一致することを確認した。4日後アメリカ軍はプレイング・マンティス作戦を発動し、艦艇、航空機及び地上兵力によりイラン海軍の石油施設を破壊し、フリゲート一隻を撃沈、もう一隻を大破させた。アメリカ軍は海兵隊のヘリコプターを一機失い、乗組員2名が死亡した。
サミュエル・B・ロバーツはオランダの海運会社が保有する半水中重量貨物起重機船、マィティ・サーヴァント 2 (Mighty Servant 2)によってニューポートに運ばれ、その後バス鉄工所で修理された。修理は湾岸戦争に間に合わせるため特異な方法で行われた。機関室部分は船体から切断され、新しいユニットがジャッキアップされ接合された。
1991年8月30日、ジョーゼフ・A・セスタック艦長が就任した。セスタックは1993年のバッテンベルク・カップで大西洋艦隊における最優秀水上戦闘艦指揮官とし表彰された。2015年5月22日退役。